# ImageMagick
ImageMagick là bộ phần mềm (có thể gọi là thư viện) xử lý các file ảnh. ImageMagick là phần mềm tự do với một giấy phép riêng, tương đương với GPL.
Tên gọi ImageMagick ghép từ Image (hình ảnh) và Magick (đọc giống như Magic nghĩa là phép thuật). ImageMagick nổi tiếng do tương thích với nhiều định dạng ảnh và có giao diện (API) phong phú.

## Tính năng[1]
ImageMagick có khả năng đọc, ghi, và chuyển đổi nhiều dạng file ảnh như JPEG, GIF, PNG, TIFF, PDF, PostScript, SVG... (tổng cộng hơn 100 định dạng).
Có thể dùng ImageMagick thực hiện các thao tác đơn giản với hình ảnh như: dịch chuyển, xoay hình, lật hình, thu phóng, kéo xiên hình; cũng như hiệu chỉnh màu sắc, thêm các hiệu ứng, hoặc vẽ thêm chữ và các khối hình vào file hình ảnh sẵn có.
Cách dùng ImageMagick hiệu quả nhất là thông qua các câu lệnh được thực hiện trong các ngôn ngữ lập trình. ImageMagick hỗ trợ giao diện lập trình ứng dụng API cho nhiều ngôn ngữ lập trình khác nhau.

## Các giao diện
- MagickWand được dùng để thao tác hình ảnh với ngôn ngữ lập trình C. Ngoài ra còn có thư viện cấp thấp MagickCore dành cho người thành thạo.
- Magick++ cung cấp giao diện hướng đối tượng kiểu C++.
- PerlMagick hỗ trợ ngôn ngữ Perl.
- PythonMagick là giao diện hướng đối tượng dành cho người dùng Python. PythonMagicWand là giao diện hướng đối tượng của MagickWand.
- JMagick: giao diện cho Java.

Ngoài ra còn có giao diện cho các ngôn ngữ: Ada, LabVIEW, Lisp, Pascal, Ruby, Tcl,...